# William Amherst (2e comte Amherst)
Pour les articles homonymes, voir Amherst.
William Pitt Amherst, 2e comte Amherst (3 septembre 1805 - 26 mars 1886), titré vicomte Holmesdale entre 1826 et 1857, est un pair britannique.

## Biographie
Il est né à Lower Grosvenor Street, Londres, fils de William Amherst, 1er comte Amherst, et de sa première épouse Sarah, fille d'Andrew Archer (2e baron Archer). Il fait ses études à Westminster School et Christ Church, Oxford. Il est connu sous le titre de courtoisie de vicomte Holmesdale lorsque son père est élevé au rang de comte en 1826. En 1826, il est élu au Parlement en tant que l'un des deux représentants d'East Grinstead, siège qu'il occupe jusqu'en 1832, lorsque la circonscription est abolie par la Great Reform Act. En 1857, il succède à son père comme comte et prend place à la Chambre des lords.
Lord Amherst épouse Gertrude, fille d'Hugh Percy, en 1834. Ils ont six fils et cinq filles, dont William Amherst (3e comte Amherst), Hugh Amherst (4e comte Amherst) (en) et Josceline Amherst (en). Il est décédé à Montreal Park, Sevenoaks, Kent, en mars 1886, à l'âge de 80 ans, et est remplacé par son fils aîné, William. La comtesse Amherst est décédée à Rutland Gate, Londres, en avril 1890, à l'âge de 75 ans .